# Désinscription tribale
Aux États-Unis, la désinscription tribale est un processus par lequel un Amérindien perd la citoyenneté ou le droit d'appartenir à une tribu amérindienne.
L'appartenance à une nation autochtone, qui était historiquement une affaire de parenté, est devenue de plus en plus légaliste. Plus de 80 des 567 tribus reconnues par le gouvernement fédéral, dans 17 États, ont déployé cette pratique, généralement pour des raisons politiques ou financières. Alors que les chefs de tribus affirment que la désinscription est censée corriger les rôles tribaux et protéger l’intégrité de la tribu, les données empiriques montrent qu’elles sont motivées par des considérations politiques et économiques.
L'article 9 de la Déclaration des Nations unies sur les droits des peuples autochtones stipule: "Les peuples et les personnes autochtones ont le droit d'appartenir à une communauté ou à une nation autochtone, conformément aux traditions et aux coutumes de la communauté ou du pays concernés. Aucune discrimination de quelque nature que ce soit. L’article 33 de cette Déclaration de l'ONU dispose que "les peuples autochtones ont le droit de déterminer leur identité ou leur appartenance conformément à leurs coutumes et leurs traditions". Les droits individuels et tribaux s’opposent dans le désenrôlement. le contexte.
Aux États-Unis, il appartient entièrement aux tribus de déterminer les critères et les procédures qu'une personne doit respecter et subir pour être considérée comme membre d'une tribu. La plupart des tribus le font conformément aux normes artificielles d'appartenance tribale appliquées par le Congrès des États-Unis conformément à l'Indian Reorganization Act de 1934, notamment le sang quantum.
Un nombre croissant d'associations amérindiennes exhortent les tribus à reconsidérer leur désinscription, ou du moins à s'assurer que tout processus de ce type respecte les notions fondamentales d'équité en droit. L'(Association of American Indian Physicians) a décrié le désenrôlement parce qu'elle « perpétue un traumatisme historique », entraînant des « risques pour la santé », « notamment suicide, homicide, décès accidentel, violence domestique, abus d'enfants et alcoolisme, ainsi que d'autres problèmes sociaux ». La National Native American Bar Association a déclaré qu'il était « immoral et contraire à l'éthique, pour tout avocat » d'aider des tribus à radier des personnes de leurs listes sans un processus adéquat pour traiter leurs droits.